# Dornier Do 335
Dornier Do 335 Pfeil (Šíp) byl německý těžký stíhací letoun z konce druhé světové války. Vyznačoval se zvláštní konstrukcí se dvěma pístovými motory umístěnými v trupu. Do služby se jich dostala pouze hrstka.

## Koncepce
Původ letounu se dá vystopovat až do doby první světové války, kdy Claudius Dornier navrhl mnoho hydroplánů poháněných motory v tandemu. Stejný způsob byl použit u letounů Wal a obřího Do X. Tento systém je výhodnější než u dvoumotorových letounů s motory na křídlech, protože motory v tandemu na sebe navazují; jeden z nich působí jako „tažný“ a druhý jako „tlačný“ a lze tak dosáhnout větších rychlostí, navíc má letoun lepší těžiště, při poruše jednoho z motorů nedochází k takovému kroutícímu momentu, letoun má i menší čelní odpor a dá se lépe ovládat.

## Projekt a prototypy
V roce 1939 firma pracovala na projektu velmi rychlého bombardéru (P.59) s motory v tandemu, ale Göring projekt roku 1940 zrušil. V květnu roku 1942 Dornier předložil návrh vylepšené verze jako P.231 schopné nést náklad 1 000 kg pum. Reichsluftfahrtministerium projekt schválilo k realizaci a přidělilo mu označení Do 335. Na podzim roku 1942 však bylo řečeno, že typ nebude dlouho požadován; místo toho byla změněna role letounu na rychlý stíhací bombardér, ale se stejným nákresem s motory v tandemu. V lednu 1943 RLM podepsalo se společností Dornier kontrakt na dodávku tří prototypů.
První z nich, Do 335 V1 (CP+UA), vzlétl 26. října 1943. Za řízení usedl šéfpilot Dornieru Flugkapitän Hans Dieterle. Šlo o mimořádně mohutný stroj s dvěma motory DB 603, jedním před a druhým za kabinou pilota, zadní motor přenášel výkon přes dlouhou hřídel na tlačnou vrtuli za křížovými ocasními plochami. Uvnitř trupu byla pumovnice. Další dva lety byly provedeny 2. listopadu 1943. Piloti Werner Altroge a Flugkapitän Quenzler byli překvapeni rychlostí, zrychlením, zatáčkami a celkovým řízením - byl to dvoumotorový letoun, který dokázal letět jako jednomotorový; při vypnutém předním motoru dokázal udržet rychlost 560 km/h. Nevýhodou byl špatný zadní výhled a slabý podvozek při přistávání.
Druhý prototyp Do 335 V2 (CP+UB) uskutečnil první let 31. prosince 1943 pilotován Hansem Dieterlem. Od prvního prototypu se odlišoval upraveným krytem předního motoru společně se vstupem vzduchu do chladiče a tvar šachet hlavního podvozku.
Třetí prototyp Do 335 V3 (CP+UC) poprvé odstartoval 20. ledna 1944 a byl v podstatě shodný s druhým vyrobeným exemplářem. Lišil se výfukovým systémem a přechodem kořenů křídla do trupu. Kabiny obou strojů měly na bocích průhledné kapkovité výstupky s malými zpětnými zrcátky, která usnadňovala výhled dozadu. Do 335 V4 (CP+UD) měl představovat letoun Do 435 s novým křídlem o rozpětí 18,40 m navrženým u firmy Heinkel. RLM však tento vývojový program ukončilo a letoun nebyl nikdy dokončen.
Prvním vyzbrojeným kusem byl prototyp Do 335 V5 (CP+UE). Za předním motorem byl instalován kanón MK 103 ráže 30 mm. Stroj byl v únoru 1944 zalétán a předán do E-Stelle Tarnewitz k provedení dalších testů.
Prototyp Do 335 V6 (CP+UF) uskutečnil první let 25. března 1944 s pilotem Wernerem Altroggem. Letoun byl zkoušen s různými variantami vybavení, například radiovýškoměrem FuG 101. Dne 15. dubna 1944 při havárii Do 335 V2 Altroge zahynul a byl nahrazen Flugkapitänem Karl-Heinzem Appelem.
Dne 19. května 1944 se do výzkumného programu zapojil Do 335 V7 (CP+UG) a 31. května 1944 Do 335 V8. V7 byl odeslán k firmě Junkers do Dessau, kde se používal ke zkouškám motorů Junkers Jumo 213 A/E. Při spojeneckém náletu na tuto továrnu byl zničen. Prototyp V8 byl první s pohonnými jednotkami Daimler-Benz DB 603 E-1. Zástavba těchto agregátů si vyžádala změnu tvaru jejich krytů.

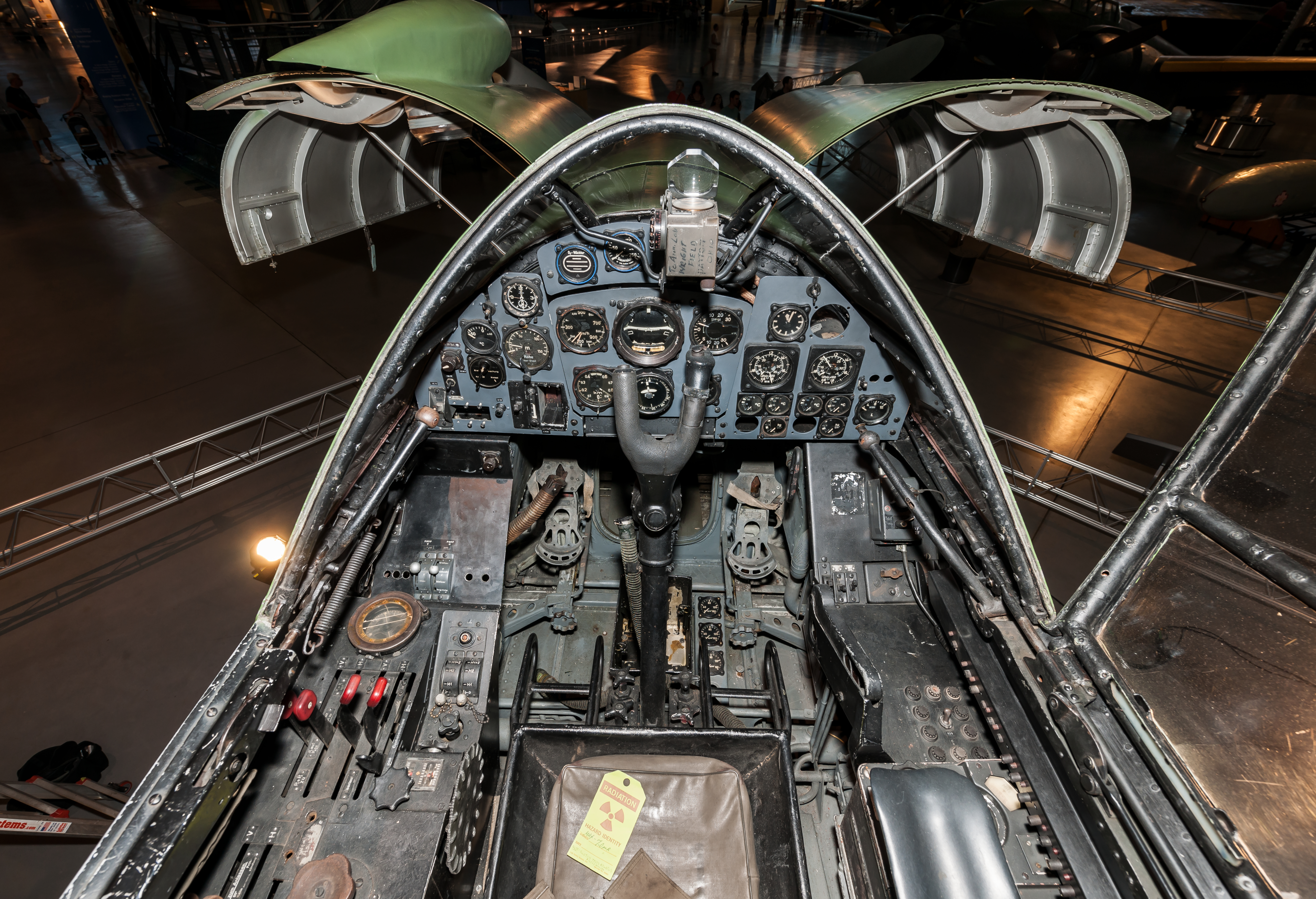
Kokpit verze Dornier Do 335 A-0

Příznivý průběh zkoušek dosud postavených prototypů vedl ke vzniku Do 335 V9 (CP+UI), který představoval vzorový letoun sériové verze Do 335 A-1. Prototyp zalétal 29. června 1944 Flugkapitän Quenzler. Tento stroj se odlišoval konstrukcí podvozku a krytem kabiny, který se odklápěl doprava jako u V2 a V3. U ostatních prototypů se otevíral nahoru dozadu. Hlavňová výzbroj byla složena z kanónu MK 103 a dvou kanónů MG 151 ráže 15 mm. Krátce po svém záletu byl předán do zkušebního střediska v Rechlinu, které zde vedl zkušební pilot ing. Heinrich Beauvais.
Dvoumístným prototypem noční stíhací verze Do 335 A-6, jejíž sériová produkce nebyla realizována, byl Do 335 V10 (CP+UK) zalétaný 24. ledna 1945 na letišti Diepensee. Jako jediný exemplář nočního stíhače byl operačně nasazen u jednotky I./NJG 3, jejímž velitelem byl Werner Baake. Druhým prototypem noční stíhací varianty byl Do 335 V16 vybavený radarem FuG 218. Kromě různých radarů nočního stíhacího Do 335 se předpokládalo také použití odledovacího zařízení, které bylo testováno na Do 335 V13 (RP+UP, zálet 31. října 1944), který se společně s Do 335 V14 (RP+UQ) stal prototypem verze Do 335 B-2. Hlavňová výzbroj byla doplněna o další dva kanóny MK 103 v křídle.
Prototyp Do 335 V11 představoval vzor předpokládaných sériových cvičných Do 335 A-10. Zalétán byl 11. října 1944 Flugkapitänem Appelem. Pohon zajišťovaly dva motory Daimler-Benz DB 603 A-2. Prototyp Do 335 V12 byl shodný s V11, nové byly pouze motory Daimler-Benz DB 603 E-1.

## Verze

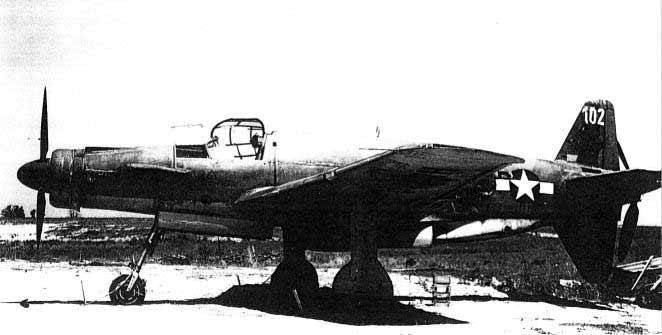
Do 335 zkoušený v USA

Dornier Do 335 A-6 (G9+MK)

Úspěšné zkoušky prototypu V9 vedly k zahájení produkce deseti předsériových Do 335 A-0 (Werk-Nr.240101 až 110), z nichž první kus (VG+PG) byl zalétán 30. září 1944. Letouny této verze poháněly motory Daimler-Benz DB 603 A-2 s třílistými stavitelnými vrtulemi o průměru 3,5 m. Rádiovybavení se skládalo z přístrojů FuG 16 Z(Y), FuG 125 a FuG 25a. Stroje měly pancéřovanou kabinu a vystřelovací sedadlo, které se aktivovalo poté, co byl odhozen kryt kabiny, horní svislá ocasní plocha a zadní vrtule, dolní svislá ocasní plocha šla odhodit také – to pro případ nouzového přistání.
Na konci roku 1944 se začala sériově vyrábět verze Do 335 A-1 s motory DB 603E o vzletovém výkonu 1323 kW. Stroj mohl nést dvě 250kg pumy nebo dvě přídavné nádrže po 300 l pod křídlem. Bombardovací verze Do 335 A-2 s trupovou pumovnicí pro 1000 kg pum se nestavěla, rovněž tak těžká stíhací varianta Do 335 A-3.
Průzkumná verze Do 335 A-4 nesla dvě kamery Rb 50/18. Jedna kamera byla pokusně instalována do prototypu V3. Operační zkoušky tohoto stroje (nový trupový kód T9+ZH) provedl 1./Versuchsverband OKL, kde s ním začal v červenci 1944 létat Wolfgang Ziese.
Sériová výroba cvičné verze Do 335 A-10 dodala do konce války pouze tři kusy (Werk-Nr.240111, 240112 a 240114).
V létě 1944 byly zahájeny práce na verzi Do 335 B. Dornier Do 335 B-1 měl být jednomístný denní stíhací letoun shodný s A-1, ale s pancéřovaným čelním štítkem kabiny a mírně pozměněným vybavením. Vývoj této varianty byl ovšem zastaven ještě ve stadiu projekčních prací ve prospěch mohutněji vyzbrojené verze Do 335 B-2, která se také sériově nevyráběla..
Dalšími projektovanými verzemi byla Do 335 B-3, která vycházela z B-2 avšak s motory DB 603 LA, výšková průzkumná Do 335 B-4 s motory DB 603 LA a křídlem shodným u prototypu V4 a cvičná Do 335 B-5. Nerealizované zůstaly také projekty nočních stíhacích Do 335 B-6, Do 335 B-7 a Do 335 B-8.
Francouzský stíhací pilot ve službách RAF Pierre Clostermann v knize Velký cirkus popsal setkání tříčlenného roje Tempestů pod svým velením s Do 335 v dubnu 1945. Německý pilot se ihned po zpozorovaní nepřátel rozhodl pro únik, Tempestům se ho nepodařilo dostihnout, a tak k žádnému bojovému střetu nedošlo.
Do dnešní doby se dochoval pouze jediný exemplář Do 335, který je vystaven v muzeu Steven F. Udvar-Hazy Center nedaleko Washingtonu. Zajímavostí je, že tento konkrétní letoun putoval po válce v rámci Operace Lusty přes oceán do USA spolu s jediným dochovaným exemplářem proudového bombardéru Arado Ar 234 Blitz. Oba stroje jsou vedle sebe vystavené ve zmíněném muzeu.

## Specifikace (Do 335 A-1)

Do 335

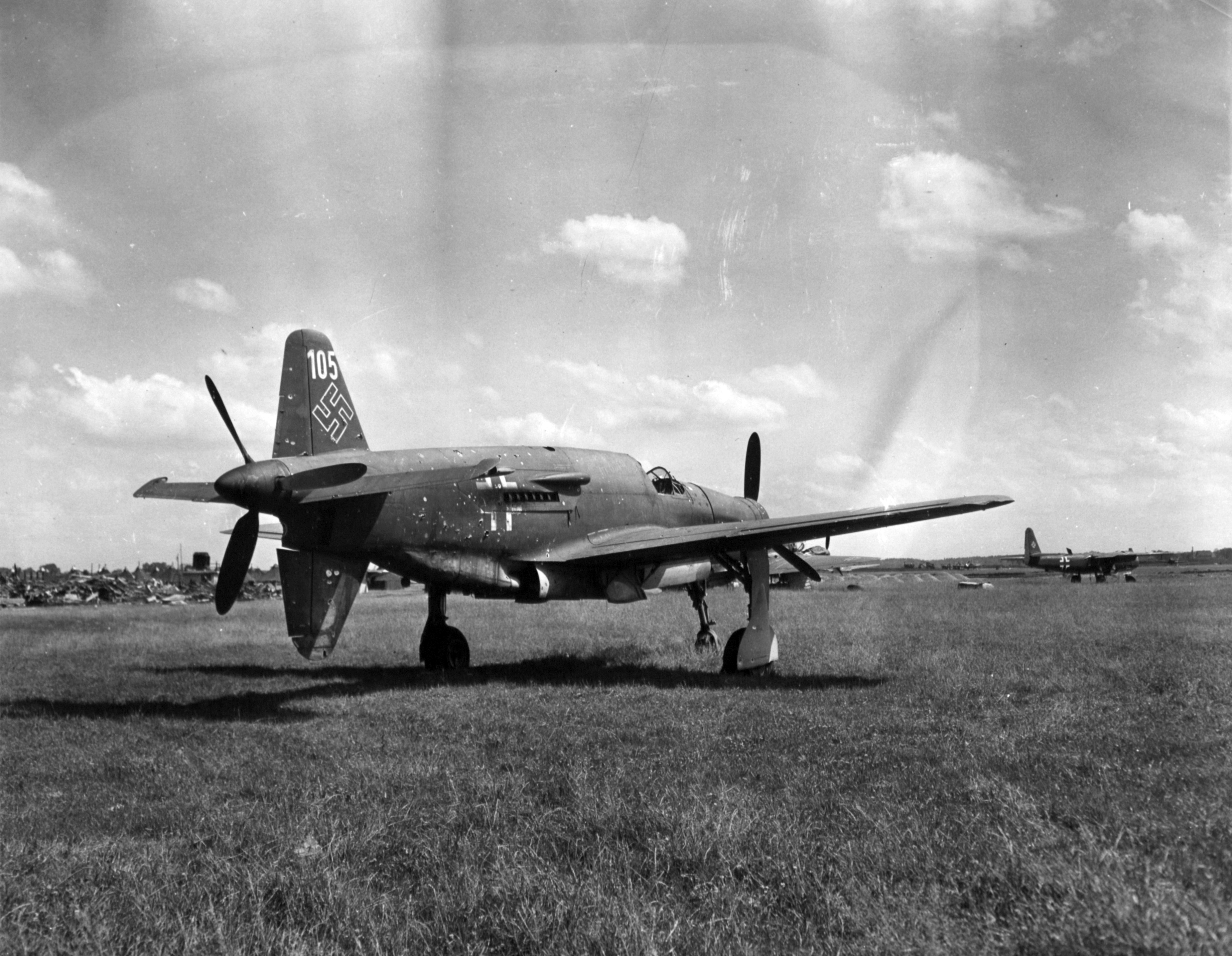
Dornier Do 335

Údaje podle

### Technické údaje
- Osádka: 1
- Rozpětí: 13,80 m
- Délka: 13,85 m
- Výška: 5,00 m
- Hmotnost prázdného letounu: 7 400 kg
- Max. vzletová hmotnost: 9 610 kg
- Pohonná jednotka: 2 × dvanáctiválcový vidlicový motor DB 603 E-1
  - Vzletový výkon motoru: 1 323 kW

### Výkony
- Maximální rychlost u země: 580 km/h
- Maximální rychlost v 6400 m: 763 km/h
- Cestovní rychlost v 7100 m: 685 km/h
- Ekonomická rychlost v 6000 m: 472 km/h
- Přistávací rychlost: 180 km/h
- Doba výstupu do 6000 m: 10 min
- Praktický dostup: 11 400 m
- Dolet: 1 380 km

### Výzbroj
- 1 × kanón MK 103 ráže 30 mm
- 2 × kanón MG 151 ráže 20 mm
- letecká puma SC 500, nebo SD 500, nebo 2× SC 250